# El Guamo (ort)
El Guamo är en ort i Colombia.   Den ligger i departementet Bolívar, i den norra delen av landet, 600 km norr om huvudstaden Bogotá. El Guamo ligger 73 meter över havet och antalet invånare är 4 732.
Terrängen runt El Guamo är platt åt nordost, men åt sydväst är den kuperad. Runt El Guamo är det ganska tätbefolkat, med 56 invånare per kvadratkilometer. Närmaste större samhälle är San Juan Nepomuceno, 14,6 km sydväst om El Guamo. Omgivningarna runt El Guamo är huvudsakligen savann.